# Елена Башкехайова
Елена Башкехайова е българска състезателка по карате киокушин.
Състезава се за пловдивския клуб АСКК „Тракия“. От 1994 до 2004 г. е републиканска шампионка по ката и кумите. Тя е европейска шампионка за 2003 г. на първенството в Литва. 
Защитава шодан през 1995 г. пред шихан Колинс и 2-ри дан пред шихан Брайън Фиткин през 1997 г. След участието си на турнира за Световната купа в Осака защитава 3-ти дан на международен лагер в Уакаяма, Япония.
Сенсей Башкехайова провежда обучения и изпити по киокушин в България. През 2000 г. става първата българка, която съдийства в Япония.

## Постижения
- 2001 г.: Европейско първенство по ката, Мадрид – 7-о място
- 2002 г.: Европейско първенство по кумите, Будапеща – 2-ро място до 50 кг и приз за боен дух
- 2003 г.: Първи международен турнир за жени в абсолютна категория, Гифу, Япония – 5-о място
- 2003 г.: Европейско първенство, Литва – шампионка до 50 кг
- 2004 г.: Европейско първенство, Пловдив – 2-ро място до 55 кг[2]